# Georg Mittermayr
Georg Mittermayr (7. Januar 1783 in Fürth – 17. Januar 1858 in München) war ein deutscher Opernsänger (Bariton, Bass), Theaterschauspieler und Gesangspädagoge.

## Leben
Mittermayr trat 1807 in den Verband der Münchener Hofbühne, der er bis zum Jahre 1834 angehörte und woselbst er mehr als ein Vierteljahrhundert zu den Lieblingen des Münchener Publikums zählte. Er war sowohl im Schauspiel wie in der Oper tätig, wenngleich seinem Wirken als Sänger größere Bedeutung zugeschrieben werden muss. Der Künstler hatte auch Gelegenheit, bei einer Anzahl Erstaufführungen in München hervorragende Partien vorzutragen. So schuf er die Titelrolle des „Johann von Paris“ (9. Januar 1813), „Pizarro“ in „Fidelio“ (1. Juli 1821), „Ottokar“ in „Freischütz“ (5. April 1822).
Seine Kinder waren der Geiger Eduard Mittermayr (1814–1857) und die Sopranistin Maria Mittermayr-Viala (1817–1900).